# Vrucht (Nederlands recht)
Boek 3 van het Nederlandse Burgerlijk Wetboek bepaalt het volgende over vruchten:
Art. 9 onderscheidt de volgende soorten:
- Natuurlijke vruchten zijn zaken die volgens verkeersopvatting als vruchten van andere zaken worden aangemerkt.
- Burgerlijke vruchten zijn rechten die volgens verkeersopvatting als vruchten van goederen worden aangemerkt.
- De afzonderlijke termijnen van een lijfrente gelden als vruchten van het recht op de lijfrente.
- Een natuurlijke vrucht wordt een zelfstandige zaak door haar afscheiding, een burgerlijke vrucht een zelfstandig recht door haar opeisbaar worden.